# Национальное собрание Танзании
Национальное собрание Танзании (суахили Bunge la Tanzania, Бунге-ла-Танзания) и президент составляют парламент Танзании. Действующим спикером парламента является Тулия Эксон, которая председательствует в однопалатном собрании из 393 членов.

## История
Национальное собрание Танзании было сформировано в качестве Законодательного совета материковой части Танзании (тогда её называли Танганьикой) в 1926 году. Совет был сформирован в соответствии с законом, принятым британским парламентом, который называется. Закон был опубликован в Танганьике 18 июня 1926 года. Совет состоял из 20 депутатов, когда он был созван 7 декабря 1926 года под председательством губернатора Танганьики, сэра Дональда Камерона.
Первый председатель был назначен на замену губернатора в качестве председателя Совета в 1953 года и вступил в должность 1 ноября 1953 года.
В 1958 году Совет получил несколько избранных представителей в первый раз. Это были первые выборы, разрешенные в колонии. Из трех политических партий, участвовавших в выборах, а именно Африканского союза Танганьика (TANU), партии «Объединенная партия Танганьика» (UTP) и Африканского национального конгресса (АНК), в некоторых избирательных округах выиграла только TANU, став первой партией, консул.
Второе избрание на должности в Совете состоялось в 1960 году. Эти выборы были частью подготовки к тому, чтобы Танганьика была независимой страной. Все члены, назначенные губернатором, были упразднены, и народу Танганьики было разрешено избирать всех членов Совета.
В том же году имя Совета было изменено на Законодательное собрание. Изменения, внесенные в этом году, были конституционно необходимы, чтобы позволить президенту Танганьики дать согласие на все законы, принятые вместо королевы Соединенного Королевства.

## Деятельность
Парламент имеет полномочия рассматривать как союзные, так и общегосударственные вопросы, которые не входят в сферу деятельности правительства Занзибара. Он отвечает за обсуждение законопроектов и принятие законов. Ему также подотчётно правительство Танзании.

## Результаты выборов 2015 года
| Партия                                                               | Голосов    | %     | Мест    | Мест   | Мест        | Мест  | Мест |
| Партия                                                               | Голосов    | %     | Избрано | Женщин | Назначенных | Всего | +/-  |
| -------------------------------------------------------------------- | ---------- | ----- | ------- | ------ | ----------- | ----- | ---- |
| Chama Cha Mapinduzi                                                  | 8 021 427  | 55,04 | 188     | 64     |             | 252   |      |
| CDM                                                                  | 4 627 923  | 31,75 | 34      | 36     |             | 70    |      |
| Гражданский единый фронт                                             | 1 257 765  | 8,63  | 32      | 10     |             | 42    |      |
| ACT                                                                  | 323 112    | 2,22  | 1       | 0      |             | 1     |      |
| NCCR-Mageuzi                                                         | 218 209    | 1,50  | 1       | 0      |             | 1     |      |
| Чама са Укмбози ва Умма                                              | 23 058     | 0,16  | 0       | 0      | 0           | 0     | 0    |
| Демократическая партия                                               | 14 471     | 0,10  | 0       | 0      | 0           | 0     | 0    |
| Объединённая демократическая партия                                  | 13 757     | 0,09  | 0       | 0      | 0           | 0     | ▼1   |
| Трудовая партия Танзании                                             | 13 098     | 0,09  | 0       | 0      | 0           | 0     | ▼1   |
| Недействительных голосов                                             |            | -     | -       | -      | -           | -     | -    |
| Всего                                                                | 14 574 957 | 100   | 256     | 110    | 10          | 367   | ▲17  |
| Зарегистрировано избирателей/явка                                    |            |       | -       | -      | -           | -     | -    |
| Источник: NEC, IPU Архивная копия от 16 июня 2012 на Wayback Machine |            |       |         |        |             |       |      |